# LMC-N159
LMC-N159 – obszar H II położony w Wielkim Obłoku Magellana w odległości około 170 000 lat świetlnych od Ziemi. Rozciąga się na przestrzeni ponad 150 lat świetlnych.
We wnętrzu tego obszaru znajduje się mała mgławica dwubiegunowa, ze względu na swój kształt nazywana Papillon, co w języku francuskim znaczy motyl. Przyczyny dwubiegunowego kształtu mgławicy nie są obecnie znane, ale mogą wskazywać na obecność niewidocznych gwiazd o dużej masie otoczonych grubymi dyskami gazowymi.